# 西部方面特科連隊
西部方面特科連隊（せいぶほうめんとっかれんたい、JGSDF Western Army Field Artillery Regiment）は、陸上自衛隊北熊本駐屯地（熊本県熊本市北区）に連隊本部が駐屯する第2特科団隷下の野戦特科部隊である。

## 概要
西部方面隊隷下で唯一、榴弾砲（155mmりゅう弾砲 FH70、19式装輪自走155mmりゅう弾砲）を装備する部隊である。師団・旅団普通科戦闘団への隷属による火力支援、および方面隊全般の火力発揮を任務とする。

### 部隊史
26中期防では、火砲定数の削減、島嶼防衛力の向上、第4師団の地域配備師団、第8師団の機動師団化が盛り込まれた。このため、北部方面隊を除く各方面隊では野戦特科火力は方面隊直轄部隊に集約する方針となった。連隊は重装備の方面隊直轄化に伴い、第8特科連隊および第4特科連隊のそれぞれ一部を西部方面隊直轄として再編成した。
上級部隊として、第2特科団（旧：第3特科群→西部方面特科隊。以後、特科団と略記する）が編成され、連隊は特科団隷下部隊として統制を受ける。ただし、連隊が編成された2018年（平成30年）度に限り、平時第8師団隷属、有事の際に西部方面隊直轄となる特殊な運用がされていた。
2019年（平成31年）3月の西部方面特科隊隷下への編入により、西部方面隊管区では、水陸機動団特科大隊および第42即応機動連隊火力支援中隊を除き、野戦特科部隊は特科隊隷下に集約された。2024年（令和6年）3月21日の改編で上級部隊が第2特科団となった。

### 編成
新編時は旧第8特科連隊所在地の北熊本駐屯地に連隊本部および本部中隊、情報中隊、第1特科大隊を、えびの駐屯地に第3特科大隊が編成。2019年（平成31年）の旧第4特科連隊編入時に、連隊所在地だった久留米駐屯地に第4特科大隊を新編するとともに、旧第4特科連隊の要員を受け入れる形で、玖珠駐屯地に第2特科大隊を新編した。
本部および本部中隊、情報中隊、奇数の特科大隊は旧第8特科連隊、偶数番号の特科大隊は旧第4特科連隊に由来する。第1-第3特科大隊は普通科戦闘団へ配属され火力支援を行う直協任務大隊、第4特科大隊は西部方面隊全般の火力支援等を行う全般支援大隊として運用される。
情報中隊は2023年（令和5年）3月に、西部方面特科隊第302観測中隊の廃止に伴い、人員、装備を受け入れる形で増強改編を実施した。

## 沿革
- 2018年（平成30年）3月27日：第8特科連隊の一部（北熊本駐屯地・えびの駐屯地）をもって西部方面特科連隊（第2特科大隊欠）を北熊本駐屯地に新編[11][12]。

1. 第3特科大隊をえびの駐屯地に配置。
2. 旧第8特科連隊の警備隊区を継承。
3. 平時第8師団に隷属。
4. 西部方面後方支援隊第304特科直接支援中隊が支援部隊となる。

- 2019年（平成31年 / 令和元年）
  - 3月26日：部隊増強を行い、編成完結[4][9]。

  1. 平時第8師団隷属から、西部方面特科隊隷下へ編入。
  2. 第4特科連隊（久留米駐屯地）を廃止・改編し、隷下に第2特科大隊を玖珠駐屯地に、第4特科大隊を久留米駐屯地に新編。
  3. 第4特科連隊から佐賀県の4市2町、第4高射特科大隊から佐賀県の1市4町の災害派遣担任を移管。
  4. 後方支援体制を改編（西部方面後方支援隊を参照）。西部方面後方支援隊第101特科直接支援隊第1直接支援中隊が支援部隊となる。

  - 8月26日～10月7日：編成完結後、初の災害派遣。佐賀県での大雨災害を受け、西部方面混成団長指揮下のもと、第4特科大隊が災害派遣に従事[13]。
- 2021年（令和03年）：天草地方の災害派遣担任を第5地対艦ミサイル連隊に移管[14]。
- 2023年（令和05年）
  - 3月16日：廃止された第302観測中隊の人員、装備をもって情報中隊を増強改編[6]。
  - 8月4日：第1特科大隊に19式装輪自走155mmりゅう弾砲が配備され、入魂式を挙行[15]。
- 2024年（令和06年）
  - 3月21日：部隊改編。

  1. 西部方面特科隊の第2特科団への増強改編に伴い[16]、同団に隷属。
  2. 後方支援体制を改編。西部方面後方支援隊第102特科直接支援大隊第1直接支援中隊が支援部隊となる。

  - 9月13日：第2特科大隊に19式装輪自走155mmりゅう弾砲が配備され、入魂式を挙行[17][18]。
- 2025年（令和06年）
  - 7月24日：第3特科大隊に19式装輪自走155mmりゅう弾砲が配備され、入魂式を挙行[19]

## 編成
特記ない限り北熊本駐屯地所在。
- 西部方面特科連隊本部
- 西部方面特科連隊本部中隊「西特-本」 - 82式指揮通信車
- 情報中隊「西特-情」
- 第1特科大隊
  - 第1特科大隊本部
  - 本部管理中隊「西特-1-本」
  - 第1射撃中隊「西特-1-1」 - 19式装輪自走155mmりゅう弾砲
  - 第2射撃中隊「西特-1-2」 - 19式装輪自走155mmりゅう弾砲
- 第2特科大隊（玖珠駐屯地）
  - 第2特科大隊本部
  - 本部管理中隊「西特-2-本」
  - 第3射撃中隊「西特-2-3」 - 155mmりゅう弾砲FH-70・19式装輪自走155mmりゅう弾砲
  - 第4射撃中隊「西特-2-4」 - 155mmりゅう弾砲FH-70・19式装輪自走155mmりゅう弾砲
- 第3特科大隊（えびの駐屯地）
  - 第3特科大隊本部
  - 本部管理中隊「西特-3-本」
  - 第5射撃中隊「西特-3-5」 - 155mmりゅう弾砲FH-70・19式装輪自走155mmりゅう弾砲
  - 第6射撃中隊「西特-3-6」 - 155mmりゅう弾砲FH-70・19式装輪自走155mmりゅう弾砲
- 第4特科大隊（久留米駐屯地）
  - 第4特科大隊本部
  - 本部管理中隊「西特-4-本」
  - 第7射撃中隊「西特-4-7」 - 155mmりゅう弾砲FH-70
  - 第8射撃中隊「西特-4-8」 - 155mmりゅう弾砲FH-70
  - 第9射撃中隊「西特-4-9」 - 155mmりゅう弾砲FH-70

## 整備支援部隊
- 西部方面後方支援隊第304特科直接支援中隊「304特直支」（北熊本駐屯地）：2018年（平成30年）3月27日から2019年（平成31年）3月25日の間。
- 西部方面後方支援隊第101特科直接支援隊第1直接支援中隊「101特直支-1」（北熊本駐屯地）：2019年（平成31年）3月26日から2024年（令和6年）3月20日まで。 専属で各種装備品等の整備および回収支援を実施する。各小隊の担当は、以下の通り。
  - 第1直接支援小隊（北熊本駐屯地）：西部方面特科連隊第1特科大隊を支援
  - 第2直接支援小隊（玖珠駐屯地）：西部方面特科連隊第2特科大隊を支援
  - 第3直接支援小隊（えびの駐屯地）：西部方面特科連隊第3特科大隊を支援
  - 第4直接支援小隊（久留米駐屯地）：西部方面特科連隊第4特科大隊を支援
- 西部方面後方支援隊第102特科直接支援大隊第1直接支援中隊「102特直支-1」：2024年（令和6年）3月21日から  専属で各種装備品等の整備および回収収支援を実施する。各小隊の担当は、以下の通り。
  - 第1直接支援小隊（北熊本駐屯地）：西部方面特科連隊第1特科大隊を支援
  - 第2直接支援小隊（玖珠駐屯地）：西部方面特科連隊第2特科大隊を支援
  - 第3直接支援小隊（えびの駐屯地）：西部方面特科連隊第3特科大隊を支援
  - 第4直接支援小隊（久留米駐屯地）：西部方面特科連隊第4特科大隊を支援

## 西部方面特科連隊長
| 官職名             | 階級    | 氏名     | 補職発令日     | 前職                                                    |
| ------------------ | ------- | -------- | -------------- | ------------------------------------------------------- |
| 西部方面特科連隊長 | 1等陸佐 | 廣田佳仁 | 2024年12月20日 | 陸上幕僚監部指揮通信システム・情報部 情報課総合情報班長 |

| 代 | 氏名     | 在職期間                        | 前職                                                    | 後職                                          |
| -- | -------- | ------------------------------- | ------------------------------------------------------- | --------------------------------------------- |
| 01 | 井上亙   | 2018年03月27日 - 2018年07月31日 | 第8特科連隊長                                           | 陸上幕僚監部防衛部防衛課勤務                  |
| 02 | 栗木幹雄 | 2018年08月01日 - 2020年07月31日 | 第6師団司令部第3部長                                    | 陸上自衛隊富士学校特科部教育課長              |
| 03 | 上原正一 | 2020年08月01日 - 2023年03月29日 | 陸上総隊司令部運用部運用課長                            | 陸上幕僚監部人事教育部人事教育計画課 教育室長 |
| 04 | 福島政則 | 2023年03月30日 - 2024年12月19日 | 陸上幕僚監部防衛部防衛課防衛班長                        | 陸上幕僚監部人事教育部人事教育計画課 教育室長 |
| 05 | 廣田佳仁 | 2024年12月20日 -                | 陸上幕僚監部指揮通信システム・情報部 情報課総合情報班長 |                                               |

## 主要装備
- 19式装輪自走155mmりゅう弾砲（第1特科大隊・第2特科大隊）
- 155mmりゅう弾砲 FH70（そのほかの大隊・中隊）
- 中砲けん引車
- 対砲レーダ装置 JTPS-P16
- 対迫レーダ装置 JMPQ-P13
- 82式指揮通信車
- 1/2tトラック / 73式小型トラック
- 1 1/2tトラック / 73式中型トラック
- 3 1/2tトラック / 73式大型トラック
- 89式5.56mm小銃

## 警備隊区
警備隊区は第2特科大隊を除き指定され、熊本県南部の5市8町5村および佐賀県（佐賀地区の2市、三神地区の2市3町除く）の6市6町を担当している。
- 第1特科大隊[21]
  - 熊本県八代市、八代郡氷川町[22]
- 第3特科大隊[21]
  - 熊本県人吉市、水俣市、 球磨郡（錦町、多良木町、湯前町、あさぎり町、水上村、相良村、五木村、山江村、球磨村）、芦北郡（芦北町、津奈木町）[22]
- 第4特科大隊[21][注 2]
  - 佐賀県唐津市、多久市、伊万里市、武雄市、鹿島市、嬉野市、東松浦郡玄海町、西松浦郡有田町、杵島郡（大町町、江北町、白石町）藤津郡太良町

## その他
旧第8特科連隊では「熊本八特太鼓」と呼ばれる和太鼓演奏グループがあり、「自衛太鼓」の一つとして自衛隊音楽まつりや部外での演奏を行っていた。2018年（平成30年）3月の部隊新編をもって「熊本西特連太鼓」と改称した（えびの駐屯地では「えびの自衛隊おじか太鼓」、久留米駐屯地では「久留米一心太鼓」が別途編成されている）。
第2特科大隊はかつて駐屯していた第8戦車大隊の部隊マークであった白虎を部隊マークに引き継ぎ、第4特科大隊は旧第4特科連隊の後身として引き続き久留米駐屯地に駐屯することから「4特（ヨントク）」の愛称を引き継いでいる